# Al Sellinger
Albert „Al“ Sellinger (* 6. Juli 1914 in Newark (New Jersey); † 15. April 1986 in Springfield Township (Union County, New Jersey)) war ein US-amerikanischer Radrennfahrer und nationaler Meister im Radsport.

## Sportliche Laufbahn
Sellinger war im Bahnradsport aktiv. Er war Teilnehmer der Olympischen Sommerspiele 1936 in Berlin. Im Sprint unterlag er im Vorlauf gegen den späteren Olympiasieger Toni Merkens. Seinen Hoffnungslauf konnte er gewinnen, in der 2. Runde schied er gegen Henri Collard aus. Im 1000-Meter-Zeitfahren wurde er 10. des Wettbewerbs. Im Tandemrennen wurde er mit seinem Partner William Logan auf dem 5. Platz klassiert. 1935 siegte er in der nationalen Meisterschaft im Sprint der Amateure, 1938 gewann er die Meisterschaft der Berufsfahrer.